# Holandia na Letnich Igrzyskach Olimpijskich 2000
Holandię na Letnich Igrzyskach Olimpijskich 2000 reprezentowało 243 zawodników.

## Zdobyte medale

### Złote
- Pieter van den Hoogenband - pływanie, 100 m stylem dowolnym
- Pieter van den Hoogenband - pływanie, 200 m stylem dowolnym
- Inge de Bruijn - pływanie, 50 m stylem dowolnym
- Inge de Bruijn - pływanie, 100 m stylem dowolnym
- Inge de Bruijn - pływanie, 100 m stylem motylkowym
- Leontien Zijlaard-Van Moorsel - kolarstwo, jazda indywidualna na czas
- Leontien Zijlaard-Van Moorsel - kolarstwo, wyścig na dochodzenie
- Leontien Zijlaard-Van Moorsel - kolarstwo, Wyścig ze startu wspólnego
- Mark Huizinga - judo, kategoria do 90 kilogramów
- Jeroen Dubbeldam - jeździectwo, skoki indywidualnie
- Anky van Grunsven - jeździectwo, dresaż indywidualnie
- Jacques Brinkman, Jeroen Delmee, Jaap-Derk Buma, Marten Eikelboom, Piet-Hein Geeris, Erik Jazet, Ronald Jansen, Bram Lomans, Teun de Nooijer, Wouter van Pelt, Stephan Veen, Guus Vogels, Peter Windt, Diederik van Weel, Sander van der Weide, Remco van Wijk - hokej na trawie, turniej mężczyzn

### Srebrne
- Leontien Zijlaard-Van Moorsel - kolarstwo, wyścig punktowy
- Albert Voorn - jeździectwo, skoki indywidualnie
- Margriet Matthijsse - żeglarstwo, Europa
- Inge de Bruijn, Manon van Rooijen, Wilma van Hofwegen, Thamar Henneken - pływanie, sztafeta 4 x 100m stylem dowolnym
- Kristie Boogert, Miriam Oremans - tenis ziemny, gra podwójna kobiet
- Arjen Teeuwissen, Coby van Baalen, Ellen Bontje, Anky van Grunsven - jeździectwo, dresaż drużynowo
- Michiel Bartman, Dirk Lippits, Diederik Simon, Jochem Verberne - wioślarstwo, czwórka podwójna
- Pieta van Dishoeck, Eeke van Nes - wioślarstwo, dwójka podwójna
- Tessa Appeldoorn, Carin ter Beek, Pieta van Dishoeck, Elien Meijer, Eeke van Nes, Nelleke Penninx, Martijntje Quik, Anneke Venema, Marieke Westerhof (sternik) - wioślarstwo, ósemka

### Brąz
- Wietse van Alten - łucznictwo, indywidualnie
- Pieter van den Hoogenband - pływanie, 50 m stylem dowolnym
- Pieter van den Hoogenband, Johan Kenkhuis, Marcel Wouda, Martijn Zuijdweg - pływanie, sztafeta 4 x 100 m stylem dowolnym
- Minke Booij, Dillianne van den Boogaard, Ageeth Boomgaardt, Julie Deiters, Mijntje Donners, Fleur van de Kieft, Fatima Moreira de Melo, Clarinda Sinnige, Hanneke Smabers, Minke Smabers, Margje Teeuwen, Carole Thate, Daphne Touw, Macha van der Vaart, Myrna Veenstra, Suzan van der Wielen - hokej na trawie, turniej kobiet